# Racopilum gracile
Racopilum gracile là một loài rêu trong họ Racopilaceae. Loài này được Mitt. mô tả khoa học đầu tiên năm 1885.